# سفوزونام
سفوزونام(به انگلیسی: Cefuzonam) (INN) یک آنتی بیوتیک سفالوسپورینی نسل دوم است. 